# Laerru
Laerru (sardisch: Laìrru) ist eine italienische Gemeinde (comune) mit 822 Einwohnern (Stand 31. Dezember 2023) in der Metropolitanstadt Sassari auf Sardinien. Die Gemeinde liegt etwa 25,5 Kilometer ostnordöstlich von Sassari.

## Verkehr
Durch die Gemeinde führen die Strada Statale 127 Settentrionale Sarda von Olbia nach Sassari und die Strada Statale 672 Sassari-Tempio von Ploaghe nach Bortigiadas. Der Bahnhof liegt an der Bahnstrecke Sassari–Palau.